# Nettenchelys gephyra
Nettenchelys gephyra är en fiskart som beskrevs av Castle och Smith, 1981. Nettenchelys gephyra ingår i släktet Nettenchelys och familjen Nettastomatidae. Inga underarter finns listade i Catalogue of Life.